# Stazione di Alseno
La stazione di Alseno era una stazione ferroviaria posta sulla linea Milano-Bologna. Serviva il centro abitato di Alseno.

## Storia
La stazione di Alseno venne attivata nel 1859, all'apertura della linea da Piacenza a Bologna. Venne trasformata in posto di movimento l'8 giugno 2005. Successivamente l'impianto venne soppresso.